# 小米海利夫西克
47°19′17″N 32°54′37″E / 47.32139°N 32.91028°E
小米海利夫西克（烏克蘭語：Маломихайлівське），是烏克蘭南部的村莊，隸屬尼古拉耶夫州的巴什坦卡區。該村始建於1868年，面積0.22平方公里，海拔高度20米，2001年人口54，人口密度每平方公里245.5人。